# Dakoro, Niger
Dakoro este o comună urbană din departamentul Dakoro, regiunea Maradi, Niger, cu o populație de 42.126 de locuitori (2001).